# Fronden

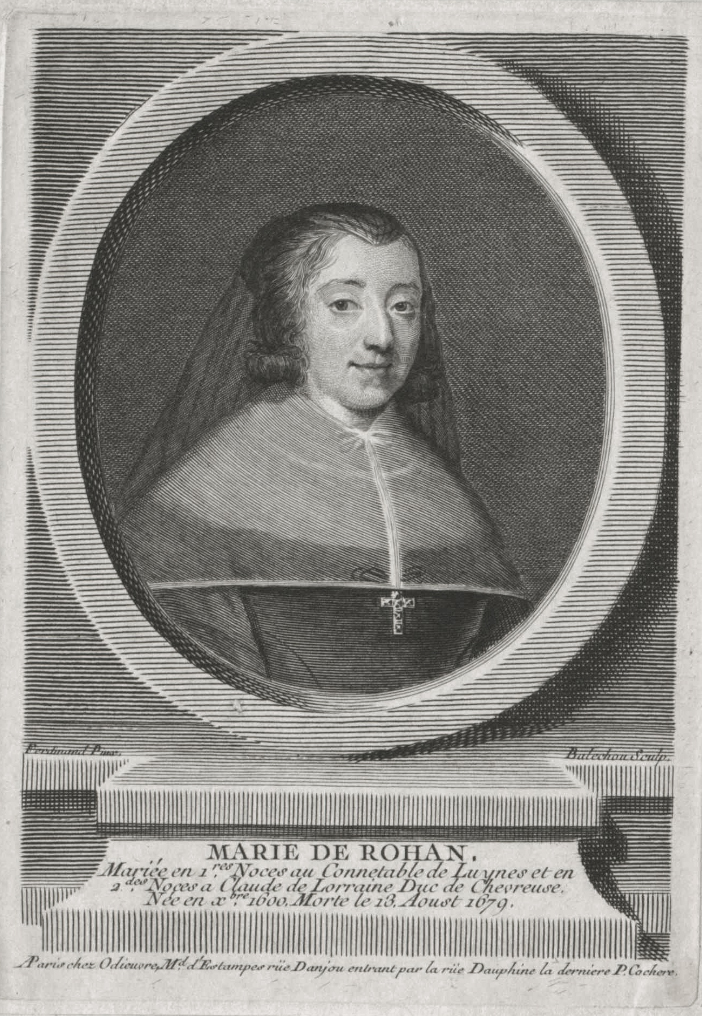
Marie de Rohan

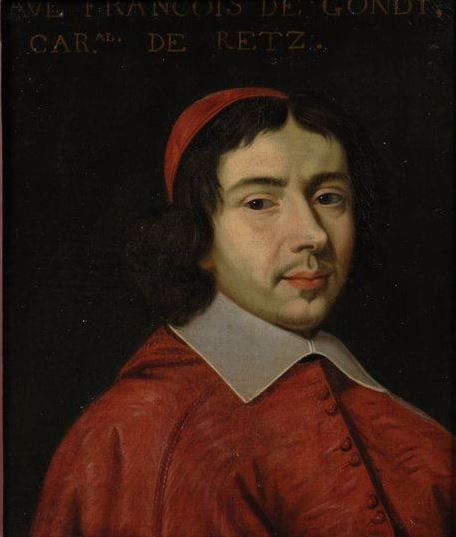
Paul de Gondi

Fronden (franska: La Fronde), efter en av polisen förbjuden parisisk pojklek, var namnet på det inbördeskrig som rasade i Frankrike under kung Ludvig XIV:s minderårighet 1648–1653, mellan å ena sidan den av kungamakten stödde kardinal Jules Mazarin, och å andra sidan de fristående apellationsdomstolarna (les parlements) samt stora delar av borgerskapet i Paris och högadeln.

## Historia

### Bakgrund
Den samlande faktorn var kritik mot änkedrottning Annas styre av landet och det oinskränkta förtroende som getts uppkomlingen och gunstlingen kardinal Mazarin, men mål och motiv var i övrigt mycket olika. Parlamentet, som uppmuntrats av kungamaktens förlust i England vid samma tid, leddes i viss mån av konstitutionella idéer, men i ännu högre grad av borgerskapets intressen av att öka de ofrälses makt. Högadeln leddes främst av personliga intressen och sökte även stöd i Spanien för att vinna sina mål.

### Första fronden (1648-1649)
Striden började 1648, då de fyra "suveräna domstolarna" i Paris, sedan ett försök att kväva oppositionen genom att häkta dess ledare, strandat på Parisbefolkningens motstånd, tvingade regeringen till den så kallade oktoberkonstitutionen, varigenom bland annat kungens beskattningsmakt inskränktes. Uppmuntrat av nyheten om Westfaliska freden och löften från Louis II Condé om stöd till kungamakten, lämnade dock hovet nyåret 1649 Paris och upptog kampen med motståndarna, vid den här tiden främst parlamentet i Paris, med stöd av borgarna och en del av högadeln. Redan 1 april 1649 slöt man dock fred i Rueil, vilken i huvudsak bekräftade oktoberkonstitutionen. Frankrikes mäktigaste man var nu hertigen av Condé, men hans övermod ledde till ett närmande mellan Mazarin och fronden under ledning av Marie de Rohan och Paul de Gondi, och 18 januari 1650 arresterades hertigen av Condé, hans bror och svåger.

### Andra fronden (1650-1653)
I inbördeskriget hade Mazarin till en början framgång och besegrade bland annat Turenne i slaget vid Rethel, men i januari 1651 förenade sig "den gamla fronden" och "prinsarnas frond" och Mazarin måste frige prinsarna och lämna Frankrike. Även från utlandet hade dock Mazarin ett starkt inflytande över den franska politiken, och Condés förhandlingarna med spanjorerna och kungens myndighetsförklaring stärkte det monarkistiska partiet, och Turenne ställde sig nu på hovets sida. I slutet av 1651 återvände Mazarin till Frankrike, och 2 juli 1652 besegrade Turenne i Paris förstad Saint Antoine hertigen av Condé i ett slag, och hertigen räddades genom att Paris öppnade sina portar för honom och av att Anne Marie Louise av Orléans riktade Bastiljens kanoner mot segraren.
Även i Paris hade nu kungens stöd stärkts, även om man fortfarande motsatte sig Mazarin, och för att främja freden avgick ministern på nytt i augusti 1652 och gick i landsflykt. Hertigen av Condé begav sig nu till spanjorerna, kungen kunde hålla sitt intåg i Paris, där han hälsades med jubel, och oppositionens ledare fängslades eller förvisades. I februari 1653 återvände Mazarin, och i augusti kuvades de sista upprorsrörelserna i Bordeaux. Fronden var slut efter att den tillfogat landet oerhörda lidanden, och oppositionens krossande blev den nödvändiga bakgrunden för Ludvig XIV:s envälde.

## Senare betydelse
Fronden har senare givit upphov till begreppet frondering. Med detta avses att inom en gruppering skapa mindre motståndsgrupper i syfte att förhindra beslut eller att styra en verksamhet i en viss riktning.